# Radka Zrubáková
Radomira "Radka" Zrubáková (Bratislava, 26 de dezembro de 1970) é uma ex-tenista profissional eslovaca.